# Queens College (New York)
Il Queens College, Università della Città di New York (Queens College, City University of New York o, più brevemente, Queens College) è un'università statale della città di New York, ubicata precisamente nella Contea di Queens (stato di New York). Fa parte del consorzio dell'Università della Città di New York (City University of New York o CUNY) e fu fondato nel 1937 come college umanistico. Nel 2006 risultavano iscritti 18.107 studenti.

## Origini e caratteristiche
Fondato nel 1937 in edifici che ospitavano un tempo una casa di correzione per giovani delinquenti (chiusa nel 1934), il Queens College era destinato originariamente a servire gli abitanti del locale distretto di Queens. Allora come in gran parte anche oggi, esso intendeva offrire un'educazione di livello superiore accessibile alle fasce meno abbienti della popolazione, senza rinunciare a rigore e qualità.
Come già accennato, nel 2006 il Queens College aveva 18.107 iscritti (13.662 studenti di primo livello e 4.445 studenti laureati), tra i quali studenti da 120 diversi paesi parlanti 66 diverse lingue. Pur essendo in gran parte noto come collegio di arti liberali, il Queens College è, di fatto, un'università completa che offre oltre 100 lauree di primo e di secondo livello fino alla laurea magistrale (master) nonché una serie di programmi per diplomi di specializzazione. Il Queens College non rilascia direttamente lauree di dottorato, ma fa parte del consorzio del Centro per laureati del CUNY, ed è sede di una varietà di programmi di dottorato.

## Organizzazione e articolazione

### Strutture
Sebbene abbia anche numerose costruzioni esterne, il Queens College sorge in gran parte su un campus di 77 acri (310.000 m²), situato nei pressi di Kissena Boulevard, in uno dei punti più elevati della zona. Dopo alcune recenti ristrutturazioni, si articola attualmente in oltre 40 edifici, 6 dei quali originali dei primi del Novecento. Da ricordare l'edificio principale delle aule, Powdermaker Hall, ricostruito nel 2003 e che prende il nome dal famoso antropologo del college Hortense Powdermaker. Si tratta di un edificio "intelligente" perché è completamente collegato senza fili, ogni aula è dotata di attrezzature sia audio che video, e perché è insonorizzato.
La Biblioteca Benjamin Rosenthal, con il suo atrio svettante e pieno di luce e il suo caratteristico campanile, si caratterizza per il suo catalogo aggiornatissimo e le sue innovative modalità di consultazione informatica. Il college sta inoltre espandendo le sue risorse senza fili, aprendo nuovi caffè e aree di ristorazione, installando schermi al plasma, ammodernando le strutture ricettive per gli studenti, gli uffici amministrativi e altri edifici, nonché imbarcandosi in vari progetti di abbellimento del campus.
Da citare è poi il Museo Godwin-Ternbach, ubicato in Klapper Hall. Il museo presenta una bella collezione di 3.500 opere d'arte nonché manufatti di tutte le culture che vanno dai tempi antichi ai giorni nostri, fra i quali opere di Rembrandt Van Rijn, Pablo Picasso, Henri Matisse e Georges Braque. Ogni anno ospita inoltre una serie di mostre.

### Centri di ricerca
Il College è sede di molti centri di ricerca specializzati su vari temi sociali pressanti che interessano le comunità locali, gli studenti, le facoltà e i numerosi gruppi etnici e religiosi della zona del Queens.
- Asian American/Asian Institute
- Asian/American Center
- John D. Calandra Italian American Institute
- Center for the Biology of Natural Systems (CBNS)
- Center for Byzantine and Modern Greek Studies
- Center for Jewish Studies
- John Cardinal Newman Club
- Center for the Improvement of Education
- The Michael Harrington Center for Democratic Values and Social Change
- The Neuroscience Research Center
- Queens College Model United Nations Team.

### Facoltà
Le facoltà del Queens College (chiamate Divisions) sono attualmente:
- Arti e Studi Umanistici (Arts and Humanities)
- Matematica e Scienze Naturali (Mathematics and the Natural Sciences)
- Educazione (Education)
- Scienze Sociali (Social Sciences)